# Mezangium zewnętrzne

Schemat ciałka nerkowego.

Mezangium zewnętrzne, inaczej mezangium zewnątrzkłębuszkowe lub pozakłębuszkowe – tkanka łączna należąca do mezangium, leżąca pomiędzy tętniczką doprowadzającą a odprowadzającą. Jest elementem aparatu przykłębuszkowego.
Komórki mezangium zewnętrznego są płaskie i wydłużone. Charakteryzują się wydłużonymi, skierowanymi w stronę plamki gęstej jądrami komórkowymi. Mezangiocyty posiadają liczne poprzeplatane ze sobą wypustki otoczone siatką (fr. lacis) utworzoną z materiału mezangialnego.

## Funkcje
Funkcja komórek mezangium zewnętrznego nie jest do końca znana. Uważa się, że odpowiadają one za transdukcję informacji z plamki gęstej do mezangium wewnętrznego. Działanie to opisywane jest jako mechanizm sprzężenia zwrotnego kanalikowo-kłębuszkowego, w którym zmiana stężenia jonów sodu w kanaliku dystalnym wywołuje bezpośrednią regulację przepływu krwi w kłębuszku nerkowym. Inną przypisywaną im funkcją jest przekaźnictwo informacji między komórkami plamki gęstej a komórkami przykłębuszkowymi.
Komórki te wykazują ponadto zdolność do fagocytozy.
Innym niewyjaśnionym zagadnieniem jest występowanie w komórkach mezangium zewnętrznego reniny.

## Nazewnictwo
Mezangiocyty zewnętrzne zwane są również:
- komórkami Goormaghtigha[5] – na cześć belgijskiego patologia Norberta Goormaghtigha,
- komórkami siatki[3][7] lub komórkami lacis (ang. lacis cells)[1],
- komórkami polkissen (ang. polkissen cells)[3].